# Liste der Attraktionen in Epcot
Epcot ist ein Themenpark im Walt Disney World Resort. Der Begriff „Attraktionen“ wird von Disney als Sammelbegriff für Fahrgeschäfte, Shows und Ausstellungen verwendet.

## World Celebration

### Aktuellle Attraktionen
| Bild                     | Attraktion                                            | Typ                      | Eröffnung                          | Beschreibung |
| Spaceship Earth Pavillon | Spaceship Earth Pavillon                              | Spaceship Earth Pavillon | Spaceship Earth Pavillon           | Spaceship Earth Pavillon |
| ------------------------ | ----------------------------------------------------- | ------------------------ | ---------------------------------- | --- |
|                          | Spaceship Earth                                       | Dark ride                | 01. Oktober 1982                   | Spaceship Earth ist eine achtzehn Stockwerke hohe geodätische Kugel am Haupteingang von Epcot. Die Attraktion erzählt die Geschichte der Kommunikation, mit Schwerpunkt auf der Entwicklung von Kulturen und der Zukunft von Technologien.                                                      |
|                          | Project Tomorrow: Inventing the Wonders of the Future | Virtual Reality Spiele   | 25. April 2007                     | Interaktive Attraktionen nach Spaceship Earth, die zahlreiche „Virtual Reality“-Spiele präsentiert. |
| Imagination! Pavillon    |                                                       |                          |                                    | |
|                          | Journey into Imagination with Figment                 | Dark ride                | 02. Juni 2002                      | Journey into Imagination with Figment ist eine Attraktion, die Gäste dazu anregt, ihre Sinne und ihre Fantasie einzusetzen. |
|                          | ImageWorks: The What-If Labs                          | Interaktive Ausstellung  | 01. Oktober 1982                   | Interaktive Ausstellung nach Journey into Imagination with Figment. |
|                          | Magic Eye Theater: Disney & Pixar Short Film Festival | 3D-Kino                  | 01. Oktober 1985 19. Dezember 2015 | 3D-Kino mit 3 Zeichentrickfilmen |
| Weitere:                 |                                                       |                          |                                    | |
|                          | Dreamers Point                                        | Bereich                  | 5. Dezember 2023                   | Dreamers Point ist ein Bereich von World Celebration, erreichbar von Spaceship Earth, der Live-Unterhaltung in der CommuniCore Plaza, Festivalerlebnisse in der CommuniCore Hall, üppige Gärten in den World Celebration Gardens und eine Statue von Walt Disney als „Walt the Dreamer“ bietet. |
|                          | Odyssey Events Pavilion                               | Multifunktionsraum       | 01. Oktober 1982                   | Das Odyssey Events Pavilion in Epcot ist ein vielseitiger Veranstaltungsraum, der seit 2016 für Festivals wie das Food and Wine Festival genutzt wird. |

### Entertainment
| Bild                    | Show                  | Typ       | Eröffnung     | Beschreibung |
| ----------------------- | --------------------- | --------- | ------------- | --- |
|                         | JAMMitors             | Show      | 1994          | Die Jammitors, eine interaktive Perkussions-Performance-Gruppe in Epcot, gibt es seit 1994. Sie debütierten im Future World-Bereich (heute World Celebration) und treten mit improvisierten Shows auf, bei denen sie Reinigungsutensilien wie Mülleimer und Besen als Musikinstrumente nutzen. |
| CommuniCore Plaza Stage |                       |           |               | |
|                         | ¡Celebración Encanto! | Musikshow | 10. Juni 2024 | ¡Celebración Encanto! ist eine musikalische Bühnenshow, die die Geschichte des Films nach erzählt und Mirabel Madrigal, Bruno Madrigal, Isabela Madrigal sowie Luisa Madrigal auf der CommuniCore Plaza Bühne zeigt. |
|                         | La Calle              | Live Band | 10. Juni 2024 | La Calle ist eine Live-Band, die von Straßenbands inspiriert ist und eine neue abendliche Aufführung nach der musikalischen Bühnenshow ¡Celebración Encanto! auf der CommuniCore Plaza Bühne ergänzt. Die Gruppe besteht aus drei Musikern, einem Sänger und einem Tänzer, wobei die Musiker und der Sänger lateinamerikanische Musik auf der Bühne spielen und der Tänzer die Gäste auf dem Boden zum Tanzen animiert. |

## World Discovery

### Aktuelle Attraktionen
| Bild                       | Attraktion                             | Hersteller          | Typ                           | Eröffnung       | Beschreibung |
| Space Pavilion             | Space Pavilion                         | Space Pavilion      | Space Pavilion                | Space Pavilion  | Space Pavilion |
| -------------------------- | -------------------------------------- | ------------------- | ----------------------------- | --------------- | --- |
|                            | Mission: Space                         | Unbekannt           | Motion Simulator (Zentrifuge) | 15. August 2003 | Mission: SPACE ist eine Weltraum-Simulationsattraktion, bei der Gäste eine realistische Raumfahrtmission erleben, inklusive Start, Schwerelosigkeit und Landung, mit interaktiven Rollen wie Pilot oder Navigator. |
| Motion Pavilion            |                                        |                     |                               |                 | |
|                            | Test Track                             | Dynamic Attractions | Slotcar                       | 17. März 1999   | Test Track ist eine Hochgeschwindigkeits-Attraktion, bei der Gäste ein Auto durch anspruchsvolle Tests wie Bremsen, Kurven und Geschwindigkeit steuern und am Ende eine rasante Fahrt auf einer Außenstrecke erleben. |
| Wonders of Xandar Pavillon |                                        |                     |                               |                 | |
|                            | Guardians of the Galaxy: Cosmic Rewind | Vekoma              | Launched Family Coaster       | 27. Mai 2022    | Guardians of the Galaxy: Cosmic Rewind ist eine Indoor-Achterbahn, eröffnet am 27. Mai 2022. Sie verfügt über 360-Grad-rotierende Fahrzeuge, eine Story mit den Guardians of the Galaxy-Charakteren und Musik der 80er Jahre. Die Attraktion ist Epcots erste Achterbahn und eine der längsten Indoor-Achterbahnen weltweit. |

## World Nature

### Aktuelle Attraktionen
| Bild                                          | Attraktion                      | Hersteller          | Typ                       | Eröffnung                        | Beschreibung |
| The Land Pavillon                             | The Land Pavillon               | The Land Pavillon   | The Land Pavillon         | The Land Pavillon                | The Land Pavillon |
| --------------------------------------------- | ------------------------------- | ------------------- | ------------------------- | -------------------------------- | --- |
|                                               | Harvest Theater: Awesome Planet | Unbekannt           | 4D-Kino                   | 01. Oktober 1982 17. Januar 2020 | Das Harvest Theater im The Land Pavilion in Epcot, Walt Disney World, ist ein Veranstaltungsort für Filme und Shows, der 1982 mit der Eröffnung des Parks und des Pavillons eröffnet wurde. Es zeigt derzeit „Awesome Planet“, einen Film über die Schönheit und Vielfalt der Erde, der am 17. Januar 2020 Premiere hatte. |
|                                               | Living with the Land            | Unbekannt           | Bootsfahrt                | 01. Oktober 1982                 | Living with the Land ist eine Bootsfahrt-Attraktion im The Land Pavilion in Epcot, Walt Disney World, eröffnet am 1. Oktober 1982. Entwickelt von Walt Disney Imagineering, führt die entspannte Fahrt Gäste zunächst durch animierte Szenen, die die Entwicklung der Landwirtschaft und die Beziehung zwischen Mensch und Natur darstellen. Anschließend gleitet das Boot durch innovative Gewächshäuser, in denen nachhaltige Anbaumethoden wie Hydroponik und Aquaponik präsentiert werden, sowie tropische Pflanzen und Fischzuchten. Die Attraktion vermittelt Bildungsinhalte über Umweltschutz und landwirtschaftliche Innovationen, während die ruhige Fahrt eine einzigartige Mischung aus Technologie und Natur bietet. |
| Living with the Land: Merry and Bright Nights | 2019–2021, saisonal             | Unbekannt           | Bootsfahrt                |                                  | Living with the Land ist eine Bootsfahrt-Attraktion im The Land Pavilion in Epcot, Walt Disney World, eröffnet am 1. Oktober 1982. Entwickelt von Walt Disney Imagineering, führt die entspannte Fahrt Gäste zunächst durch animierte Szenen, die die Entwicklung der Landwirtschaft und die Beziehung zwischen Mensch und Natur darstellen. Anschließend gleitet das Boot durch innovative Gewächshäuser, in denen nachhaltige Anbaumethoden wie Hydroponik und Aquaponik präsentiert werden, sowie tropische Pflanzen und Fischzuchten. Die Attraktion vermittelt Bildungsinhalte über Umweltschutz und landwirtschaftliche Innovationen, während die ruhige Fahrt eine einzigartige Mischung aus Technologie und Natur bietet. |
| Living with the Land: Glimmering Greenhouses  | seit 2022, saisonal             | Unbekannt           | Bootsfahrt                |                                  | Living with the Land ist eine Bootsfahrt-Attraktion im The Land Pavilion in Epcot, Walt Disney World, eröffnet am 1. Oktober 1982. Entwickelt von Walt Disney Imagineering, führt die entspannte Fahrt Gäste zunächst durch animierte Szenen, die die Entwicklung der Landwirtschaft und die Beziehung zwischen Mensch und Natur darstellen. Anschließend gleitet das Boot durch innovative Gewächshäuser, in denen nachhaltige Anbaumethoden wie Hydroponik und Aquaponik präsentiert werden, sowie tropische Pflanzen und Fischzuchten. Die Attraktion vermittelt Bildungsinhalte über Umweltschutz und landwirtschaftliche Innovationen, während die ruhige Fahrt eine einzigartige Mischung aus Technologie und Natur bietet. |
|                                               | Soarin’                         | Dynamic Attractions | Flying Theater            | 23. Juli 2019                    | Soarin’ Around the World ist eine Flugsimulator-Attraktion eröffnet am 17. Februar 2005 als „Soarin’ Over California“ und 2016 zur aktuellen Version umgestaltet. Die Fahrt hebt die Gäste in einer hängenden Gondel vor einem riesigen IMAX-Bildschirm in die Lüfte, um eine virtuelle Reise über weltweite Wahrzeichen wie die Chinesische Mauer, die Pyramiden von Gizeh und den Eiffelturm zu erleben. Begleitet von einer orchestralen Musik und Bewegungen der Gondel vermittelt Soarin’ ein immersives Gefühl des Fliegens. |
| The Seas Pavillon                             |                                 |                     |                           |                                  | |
|                                               | The Seas with Nemo & Friends    | Montgomery Watson   | Dark ride                 | 24. Januar 2007                  | The Seas with Nemo & Friends ist eine Bootsfahrt-Attraktion, die am 24. Januar 2007 eröffnet wurde. Sie führt Gäste durch eine Unterwasserwelt, basierend auf „Findet Nemo“, mit Charakteren wie Nemo, Dory und Marlin. Projektionstechnologie integriert animierte Figuren in echte Aquarien mit tropischen Fischen und Korallen. |
|                                               | Turtle Talk with Crush          | Unbekannt           | Interkative Show          | 16. November 2004                | Turtle Talk with Crush ist eine interaktive Show, die am 16. November 2004 eröffnet wurde. Die Attraktion ermöglicht Gästen, in Echtzeit mit Crush, der Meeresschildkröte aus „Findet Nemo“, zu sprechen, die auf einem großen Bildschirm durch digitale Animation gesteuert wird. |
| Journey of Water Pavillon                     |                                 |                     |                           |                                  | |
|                                               | Journey of Water                | Unbekannt           | Interaktives Laufgeschäft | 16. Oktober 2023                 | Journey of Water, Inspired by Moana ist eine interaktive Outdoor-Attraktion in Epcot, eröffnet am 16. Oktober 2023. Gäste erkunden einen Rundweg mit Wasserinstallationen, die per Gesten aktiviert werden, und lernen den Wasserkreislauf in einer tropischen Umgebung kennen. |

### Entertainment
| Bild                | Attraktion          | Typ                 | Eröffnung           | Beschreibung |
| Inspiration Gardens | Inspiration Gardens | Inspiration Gardens | Inspiration Gardens | Inspiration Gardens |
| ------------------- | ------------------- | ------------------- | ------------------- | --- |
|                     | Forces of Nature    | Live Show           | 30. März 2024       | Forces of Nature ist eine akrobatische Outdoor-Show, die am 30. März 2024 Premiere feierte. Aufgeführt von der Gruppe AntiGravity in den World Celebration Gardens, kombiniert die Show dynamische Stunts, Tanz und Musik, um die Kräfte der Natur darzustellen. |

## World Showcase

### Aktuelle Attraktionen
| Bild                           | Attraktion                                                                 | Hersteller                     | Typ                            | Eröffnung                        | Beschreibung |
| EPCOT World Showcase Adventure | EPCOT World Showcase Adventure                                             | EPCOT World Showcase Adventure | EPCOT World Showcase Adventure | EPCOT World Showcase Adventure   | EPCOT World Showcase Adventure |
| ------------------------------ | -------------------------------------------------------------------------- | ------------------------------ | ------------------------------ | -------------------------------- | --- |
|                                | DuckTales World Showcase Adventure                                         | Unbekannt                      | Schnitzeljagd                  |                                  | DuckTales World Showcase Adventure ist eine interaktive Schatzsuche, die am 16. Dezember 2022 eröffnet wurde. Basierend auf der DuckTales-Serie (2017), nutzt die Attraktion die Play Disney Parks App, um Gäste mit Onkel Dagobert, Donald, Tick, Trick, Track und anderen Charakteren auf Missionen in sieben Ländern (Mexiko, Norwegen, China, Deutschland, Japan, Frankreich, Großbritannien) zu schicken. Spieler suchen die „Seven Plunders of the World“, lösen Rätsel und aktivieren physische Effekte, wie Glockenspiele oder Projektionen. Jede der drei Missionen pro Land dauert etwa 25–30 Minuten, mit einer abschließenden Mission nach Abschluss aller Länder. |
| Mexiko                         |                                                                            |                                |                                |                                  | |
|                                | Gran Fiesta Tour Starring The Three Caballeros                             | Arrow Dynamics                 | Bootsfahrt                     | 06. April 2007                   | Die Gran Fiesta Tour Starring The Three Caballeros ist eine Bootsfahrt, bei der Gäste mit Donald Duck, José Carioca und Panchito Pistoles Szenen mexikanischer Kultur erleben. Die Handlung folgt der Suche nach Donald, begleitet von Musik und Animationen. |
| Norway                         |                                                                            |                                |                                |                                  | |
|                                | Frozen Ever After                                                          | Intamin                        | Bootsfahrt                     | 21. Juni 2016                    | Frozen Ever After ist eine Bootsfahrt-Attraktion, die Gäste in die Welt des Films Die Eiskönigin – Völlig unverfroren entführt. Die Fahrt zeigt Szenen mit Anna, Elsa, Olaf und anderen Charakteren, begleitet von Liedern wie Let It Go. Die Handlung folgt einer Reise durch das winterliche Arendelle, dargestellt mit Animatronics und Projektionen. |
| China                          |                                                                            |                                |                                |                                  | |
|                                | Circle-Vision 360: Reflections of China                                    | Unbekannt                      | Circle-Vision 360° Kino        | 1. Oktober 1982 22. März 2003    | |
| The Outpost                    |                                                                            |                                |                                |                                  | |
| Germany                        |                                                                            |                                |                                |                                  | |
|                                | Germany Model Train Display                                                | Ernst Paul Lehmann Patentwerk  | LGB Miniatureisenbahn          | 1995                             | Die Modelleisenbahn ist eine Miniatur-Gartenbahn im Maßstab G, die seit 1995 existiert. Sie zeigt Züge in einer detaillierten Landschaft mit Dörfern und Bergen, inspiriert von der Romantischen Straße. Die Anlage hat drei Gleisschleifen und saisonale Dekorationen. Die etwa 5-minütige Betrachtung eignet sich für Familien und Eisenbahnfans. |
| The American Adventure         |                                                                            |                                |                                |                                  | |
|                                | Liberty Theatre: The American Adventure                                    |                                |                                | 1. Oktober 1982                  | The American Adventure ist eine Audio-Animatronic-Show im Liberty Theatre, die seit dem 1. Oktober 1982 besteht. Die etwa 30-minütige Vorführung erzählt die Geschichte der Vereinigten Staaten von der Kolonialzeit bis zur Gegenwart, moderiert von den Figuren Benjamin Franklin und Mark Twain. Durch animierte Szenen, Projektionen und Musik werden historische Ereignisse wie die Unabhängigkeitserklärung, der Bürgerkrieg und kulturelle Meilensteine dargestellt. |
|                                | Model Train Display                                                        | Unbekannt                      | Miniatureisenbahn              | Nur während der Weihnachtssaison | |
| Japan                          |                                                                            |                                |                                |                                  | |
| Morocco                        |                                                                            |                                |                                |                                  | |
| France                         |                                                                            |                                |                                |                                  | |
|                                | Palais du Cinéma - Impressions de France - Beauty and the Beast Sing-Along | Unbekannt                      |                                | 1. Oktober 1982 7. Januar 2020   | Das Palais du Cinéma ist ein Veranstaltungsort, der zwei Attraktionen beherbergt: Impressions de France und Beauty and the Beast Sing-Along. Impressions de France ist ein 18-minütiger Panorama-Film, der seit dem 1. Oktober 1982 gezeigt wird. Er präsentiert die Landschaften, Städte und Kultur Frankreichs, von Paris bis zur Côte d’Azur, begleitet von klassischer Musik französischer Komponisten wie Debussy und Saint-Saëns. Der Film wird auf einem 200-Grad-Bildschirm in einem theaterähnlichen Saal vorgeführt. Beauty and the Beast Sing-Along ist eine 15-minütige Mitmach-Show, die am 7. Januar 2020 eröffnet wurde. Basierend auf Disneys Die Schöne und das Biest, lädt die Attraktion Gäste ein, bekannte Lieder wie „Belle“ und „Be Our Guest“ mitzusingen. Die Handlung wird aus der Perspektive von LeFou erzählt und kombiniert animierte Szenen mit Live-Gesang. |
|                                | Remy's Ratatouille Adventure                                               | Roush Enterprises              | Dark ride                      | 01. Oktober 2021                 | Remy's Ratatouille Adventure ist eine schienenlose 3D-Dark-Ride-Attraktion, die am 1. Oktober 2021 eröffnet wurde. Basierend auf dem Disney-Pixar-Film Ratatouille, erleben Gäste eine Fahrt aus der Perspektive von Remy, einer Ratte mit Kochtalent. Die Besucher werden auf Rattengröße „geschrumpft“ und navigieren in „Ratmobilen“ durch Szenen des Restaurants Gusteau, einschließlich Küche, Speisekammer und Speisesaal. Die Fahrt kombiniert 3D-Bildschirme, Animatronics, Projektionen sowie Wasser- und Wärmeeffekte. |
| United Kingdom                 |                                                                            |                                |                                |                                  | |
| Canada                         |                                                                            |                                |                                |                                  | |
|                                | Circle-Vision 360: Canada Far and Wide                                     | Unbekannt                      | Circle-Vision 360°             | 01. Oktober 1982 17. Januar 2020 | Canada Far and Wide ist ein 12-minütiger Circle-Vision 360-Film, der am 17. Januar 2020 im Canada Pavilion in Epcot Premiere feierte. Die Show ersetzte den früheren Film „O Canada!“ und präsentiert auf einem 360-Grad-Bildschirm atemberaubende Aufnahmen kanadischer Landschaften, von den Rocky Mountains bis zur Atlantikküste, sowie kulturelle Highlights wie Quebecs Winterkarneval. Erzählt von den kanadischen Schauspielern Catherine O’Hara und Eugene Levy, kombiniert der Film Naturaufnahmen mit orchestraler Musik. |

### Entertainment

#### Feuerwerk
- World Showcase Lagoon
  - Luminious: The Symphony of Us (seit 5. Dezember 2023)

#### Live- und Musik-Entertainment
- Italy
  - Sergio, Jongleur
- The American Adventure
  - Voices of Liberty, A-cappella-Chor, der traditionelle amerikanische Lieder singt
- Japan
  - Matsuriza, Taiko Trommler
- United Kingdom
  - The British Revolution, britische Rock Band, welche Hits von den 60ern bis zu den 90ern spielt

## Epcot-Veranstaltungen
- Millennium Celebration (1999–2000) mit:
  - Eine Micky-Maus-Hand, die einen Zauberstab über Spaceship Earth hält, mit dem Text „2000“ (der Zauberstab bekam später den Schriftzug „Epcot“; 1999–2007).
  - Millennium Central: ein umgestalteter Bereich vor der Fountain of Nations mit Pin Station.
  - IllumiNations 2000: Reflections of Earth, neue nächtliche Feuerwerksshow. Ihr Name wurde nach der Millenniumsfeier in IllumiNations: Reflections of Earth geändert.
  - Tapestry of Nations (1999–2001): eine neue Parade über Einheit und Weltfrieden mit großen Puppen.
  - Millennium Village (1999–2000): ein großes Gebäude mit vielen kleinen Attraktionen, die Länder repräsentieren, die nicht im World Showcase vertreten sind.
- 100 Years of Magic (2001) als Teil der Walt Disney World Veranstaltung zum 100. Geburtstag von Walt Disney.
  - Tapestry of Dreams (2001–2002), eine überarbeitete Version von Tapestry of Nations, bei der der Weise der Zeit, der ursprüngliche Gastgeber/Erzähler der Parade, durch drei Traumsucher ersetzt wurde.
- 25th Anniversary (1. Oktober 2007): Beinhaltete eine erneute Einweihung des Parks, Präsentationen von Marty Sklar, eine Ausstellung über die Geschichte von Epcot, Fan-Treffen und wurde mit einer speziellen Ausgabe von IllumiNations: Reflections of Earth abgeschlossen, die einige zusätzliche Minuten Feuerwerk bot. Klassische Epcot-Lieder, von We've Just Begun to Dream vom Eröffnungstag bis zu Celebrate the Future Hand in Hand von der Millenniumsfeier, wurden den ganzen Tag über am Eingang und im Park gespielt.
- Wheel of Fortune at Walt Disney World (17. Oktober 2017 – 16. Februar 2018)
- The World's Most Magical Celebration (2021–2023) als Teil der Walt Disney World Veranstaltung zum 50. Jubiläum.
- Disney 100 Years of Wonder (2023) als Teil der Walt Disney Jahrhundert-Feierlichkeiten.